# Plethodon ventralis
Plethodon ventralis — вид хвостатих амфібій родини безлегеневих саламандр (Plethodontidae).

## Поширення
Вид є ендеміком США. Ареал дуже фрагментований. Поширений на південному сході Кентуккі, південному заході Вірджинії, сході Теннессі, заході Північної Кароліни, крайньому північному заході Джорджії, півночі Алабами та крайньому північному сході Міссісіпі.Трапляється у помірних лісах, прісних водоймах, печерах тощо.